# Borvinok
Borvinok - Борвинок (rus) - és un khútor del krai de Krasnodar, a Rússia. Es troba a les planes entre els vessants septentrionals del Caucas Nord i al vora occidental del riu Kuban. És a 10 km al nord-oest de Novokubansk i a 154 km a l'est de Krasnodar.
Pertany al poble de Kovalévskoie.